# Uctumi
Esteban Palladino, conocido como Uctumi, es un músico argentino. Se dedica a la composición de música original, covers y remixes en distintos géneros de música electrónica melódica, tales como chiptune, synthpop, eurodance, techno y synthwave. Es participante activo de la demoscene.

## Carrera

### Música
Nació en Buenos Aires, Argentina y comenzó a componer a mediados de los años 90 con trackers en PC y a distribuir sus pistas en la comunidad local de BBS. Formó parte de diferentes agrupaciones de la demoscene orientadas a la música como MoCo, Synthesis, Amplitude, Lithium, Fadeout y algunas otras. 

En 2000 estrenó su primer álbum de música llamado Music for the planets (Música para los planetas) que incluía pistas originales inspiradas en el espacio y la naturaleza.
Más recientemente comenzó a explorar otras plataformas informáticas para la composición musical, especialmente Commodore 64, Amiga pero también SEGA y el uso de trackers modernos como openMPT y Renoise. Actualmente es miembro activo del grupo de demoscene argentino PVM (Pungas de Villa Martelli) y del grupo internacional Hokuto Force orientado exclusivamente a la plataforma Commodore 64. 

En 2015 colaboró en el disco de música ejecutable en Commodore 64 Arriba las manos! de PVM  con composiciones originales y versiones.
Al principio de 2016 sus covers y remixes para Commodore 64 de canciones populares argentinas fueron incluidos en el disco de música ejecutable Cancionero Argentino vol. 1 de PVM. El video de YouTube de este disco acumuló miles de vistas.

En 2017 estrenó el álbum Helicoid, una compilación de composiciones originales melódicas de sintetizador con ritmos energéticos y compuestas exclusivamente con trackers. 

Ese mismo año, su pista A night to let go (Una noche para dejarse ir) formó parte del álbum YM2017, distribuido como cartucho de SEGA Genesis por Catskull Electronics.

También ese año, fue incluido en el álbum de compilación Summer of SID (Verano de SID) con su pista para doble SID Power of 2.
Hacia fines del 2017 lanzó junto con PVM el álbum Brazil bits con covers para Commodore 64 de canciones populares brasileras.
En 2018 lanzó Cancionero Argentino vol. 2 una continuación del exitoso álbum con canciones populares argentinas para  Commodore 64 de PVM.

En 2019, estrenó su álbum para Commodore 64 POP SIDS que incluye solamente composiciones originales estilo pop energéticas grabadas desde una Commodore 64 estándar con un solo chip de sonido SID 8580.

También ese mismo año, su canción estilo chiptune dub  Abya Yala resultó seleccionada para el compilado Chiptunes=WIN vol. 8.

### Demoscene
Uctumi es un miembro activo de la demoscene, habiendo colaborado con otros artistas en la creación de animaciones ejecutables en tiempo real, llamadas demos e intros, que compitieron en "demoparties" alrededor del mundo. Otras actividades de la demoscene incluyen escribir artículos sobre la situación del a demoscene en Argentina y colaborar en la organización de las ediciones 2018 y 2019 de Flashparty, la principal demoparty argentina. 

### Artes visuales y animación
Uctumi se dedicó también al diseño y animación de motion graphics, habiendo trabajado en el campo de los gráficos por computadoras durante varios años.

## Discografía

### Álbumes de estudio
- 2000: Music for the planets
- 2017: Helicoid
- 2019: POP SIDS
- 2020: Feel Bit

### Compilados, covers y remixes
- 2015: Arriba las manos! (Hands Up!)
- 2016: Argentine Songbook volume 1
- 2017: YM2017
- 2017: Brazil bits
- 2017: Generation (soft rhodes mix)
- 2018: Argentine Songbook volume 2
- 2018: Sam's Journey Title Theme Remix
- 2018: Flimbo's Quest remixes
- 2019: Chiptunes=WIN volume 8
- 2010: Clásicos Argentinos I (Commodore 64)
- 2020: Metamorphosis (Uctumi Remix)
- 2021: Clásicos Argentinos II (Commodore 64)
- 2022: The Sound of SceneSat Vol. 6

### Singles
- 2020: Guilty Retro Pleasure
- 2020: Epoch of Uniques
- 2020: Gone Too Soon
- 2020: Sensing The Void
- 2021: Panic Management

## Premios
En los últimos años Uctumi fue premiado en distintos eventos de la  demoscene.

### Lista de principales premios en demoparties[15]
| Evento               | Año  | Categoría          | Posición | Título de la obra                  | Créditos           |
| -------------------- | ---- | ------------------ | -------- | ---------------------------------- | ------------------ |
| Demosplash demoparty | 2015 | Freestyle audio    | 1.º      | Birds of steam                     | Músico             |
| Forever Party        | 2016 | Commodore 64 music | 2.º      | Nothing Is Free                    | Músico             |
| Forever Party        | 2017 | Commodore 64 music | 1.º      | Helicoid                           | Músico             |
| Multimatograf        | 2017 | Multichannel music | 2.º      | Equanimity                         | Músico             |
| BCC PARTY            | 2018 | Commodore 64 intro | 2.º      | Courier Intro                      | Músico             |
| Forever Party        | 2018 | Commodore 64 music | 1.º      | Everywhere I Go                    | Músico             |
| Forever Party        | 2018 | Commodore 64 demo  | 1.º      | Cheerful to the bone               | Músico             |
| Multimatograf        | 2018 | Multichannel music | 1.º      | Eucalyptus                         | Músico             |
| Flashparty           | 2018 | Accelerated demo   | 2.º      | Techno Choice                      | Músico             |
| Flashparty           | 2018 | Accelerated demo   | 1.º      | 64kb ought to be enough            | Músico             |
| Evoke                | 2019 | 4kb intro          | 2.º      | One Way Trip                       | Músico             |
| Flashparty           | 2019 | MP3 Music          | 2.º      | Release Our Nation                 | Músico             |
| Flashparty           | 2019 | Accelerated demo   | 1.º      | Up and Down                        | Músico             |
| Flashparty           | 2019 | Retro demo         | 1.º      | Another World Intro (c64)          | Músico             |
| Revision             | 2020 | Wild competition   | 2.º      | Hardware Malfunction               | Músico             |
| @Party               | 2020 | PC Demo            | 1.º      | Golden Path (FP 2020 Invtro)       | Músico             |
| Flashparty           | 2020 | Wild / animation   | 2.º      | Last minute drama (fantasmita viz) | Músico y animación |
| Flashparty           | 2020 | PC Demo / intro    | 1.º      | ARQ                                | Músico             |
| BCC Party            | 2021 | C64 Music          | 2.º      | Astronomia Remix                   | Músico             |
| Revision             | 2021 | 4kb intro          | 2.º      | Mesh Odyssey                       | Músico             |
| Outline              | 2021 | Streaming music    | 2.º      | Panic Management                   | Músico             |
| Revision             | 2022 | 4kb intro          | 2.º      | Pullback Effect                    | Músico             |

### Otros reconocimientos

#### Foro Commodoremanía
- 2016: 2.º lugar en la categoría música con sus pistas Happy Burgeoisie, y 3er lugar con Balloon Country Bursts y Yasashisa ni Tsutsumareta nara.[16]
- 2018: 2.º lugar en la categoría música con su pista Miracle Room, 3er lugar con la pista sonora de los juegos Zombie Calavera y Skydivin y la pista Astrolabium (Banda sonora de la demo F600).[17]
- 2019: 1er lugar con la versión Commodore 64 de la música de la intro del juego Another World, 2.º lugar con la música de Full Contact Intro, la música del juego Robot Rumble y 3er lugar con la música del juego Get Witchy, y la versión Commodore 64 del tema Rue de l'abricot .[18]
- 2020: 1er lugar por la música de la demo Cuarentenauta. 3.os lugares con el remix del tema Lamento boliviano y el tema original Whistleblower.
- 2021: 1er lugar con el remix del tema Astronomia.

#### Halloween Game Dev Competition 2019
Realizaó la adaptación Commodore 64 de la música del juego Get Witched que resultó ganador del primer lugar.

## Eventos en vivo y charlas
Uctumi tocó en vivo en distintos eventos: Fiesta Blip Blop, Rockelinux, FLISOL, Trimarchi, Centro Cultural Recoleta (Buenos Aires), Centro Cultural de la ciencia, Bar El Destello, Bit Bang Fest, Ekoparty, Jam the Machine, fiesta del Club de Cybercirujas en El Mandril, festival de Teorema en el CC Otra Historia, el ciclo Lunes de Caramelo y también participó en un show en vivo junto a la popular banda argentina Turf, ejecutando una versión Commodore 64 de su popular canción Loco un poco en medio de su show en el local La Trastienda, en Buenos Aires en diciembre de 2016.
Uctumi también participó en charlas sobre la demoscene y el arte por computadora en la Universidad de Buenos Aires en el marco de la Bienal de Diseño, FLISOL, Bit Bang Fest y R'lyeh Hacklab en Buenos Aires, Argentina.

## Entrevistas y medios
Fue entrevistado por FOX Sports, Chiptunes=Win The Overworld blog, Vice Noisey.
Formó parte de la serie en YouTube "Latin Chip" de Press Over News mostrando y entrevistando a artistas latinoamericanos del género chiptune. 
Su trabajo fue exhibido y citado en distintos medios como Big Bang News, Retrogaming Argentina

## Exhibiciones
Las obras de Uctumi han sido exhibidas en el Museo de la Informática en Buenos Aires y Espacio Byte